# Austrian Young Physicists’ Tournament
Austrian Young Physicists' Tournament (pol. Austriacki Turniej Młodych Fizyków) – zawody w dziedzinie fizyki dla młodzieży szkół średnich. Celem zawodów AYPT jest eliminacja drużyny austriackiej (pięć osób), która reprezentuje Austrię na Międzynarodowym Turnieju Młodych Fizyków. Turniej polega na opracowaniu rozwiązań zadań-problemów i przedstawieniu ich w formie referatów i publicznej dyskusji nad przedstawionymi rozwiązaniami.
Językiem oficjalnym w zawodach AYPT jest język angielski.
Do uczestnictwa w Turnieju AYPT organizatorzy zapraszają drużyny z Polski, Słowacji, Rosji, Czech, Ukrainy, Słowenii, oraz Iranu.
Rozgrywki są podzielone na cztery tury: trzy wstępne i finałową. Organizacja AYPT jest identyczna z organizacją turnieju międzynarodowego (IYPT).
Turnieje były dotychczas organizowane przez stowarzyszenie AYPT – Forschungsforum Junger Physiker w Wiedniu i w Leoben (Austria).
Andrzej Nadolny, Sekretarz Generalny Turnieju Międzynarodowego IYPT, napisał, że „Turniej austriacki jest zarazem szczególnym przykładem współpracy międzynarodowej w regionie środkowoeuropejskim”.